# Lac de Palpuogna
Le lac de Palpuogna est un lac alpin, situé sur le col de l'Albula, dans le canton des Grisons, en Suisse. 

## Géographie
Il donne naissance à la rivière Albula.